# Aeroportul Faizabad
Aeroportul Faizabad (IATA: AYJ) este un aeroport din Ayodhya, Ayodhya district⁠(d), Ayodhya division⁠(d), Uttar Pradesh, India ce deservește zona Ayodhya. Aeroportul a fost tranzitat în decembrie 2018 de 570 de pasageri. A fost numit după Valmiki.
Situat la o altitudine de 102 m, aeroportul dispune de o singură pistă. Este operat de Airports Authority of India⁠(d).